# هادی تاجیک
هادی تاجیک  (زاده ‎۱۶ مرداد ۱۳۷۱) عضو تیم ملی کبدی مردان جمهوری اسلامی ایران است.
او زاده شهر سرخنکلاته از توابع شهرستان گرگان است.

## افتخارهای ورزشی
او به همراه تیم ملی کبدی مردان جمهوری اسلامی ایران، در بازی‌های آسیایی ۲۰۱۴ در اینچئون، کره جنوبی شرکت نمودند و پس از پیروزی در مسابقات مرحله مقدماتی، در مرحله نیم نهایی تیم ملی کبدی مردان پاکستان را شکست دادند و به رقابت پایانی راه یافتند. اما در دیدار نهایی با شکست برابر هندوستان، در جایگاه دوم بازی‌ها ایستادند و نشان نقره به گردن آویختند.